# В (кириллица)

Каллиграфическая В

В, в (название: вэ) — третья буква всех славянских и большинства прочих кириллических азбук.

## Описание
В старо- и церковнославянской азбуке носит название «ве́де» (вѣдѣ, ст.-сл.) или «ве́ди» (вѣ́ди, ц.-сл.). В кириллице выглядит как  и имеет числовое значение 2, в глаголице — как  и имеет числовое значение 3. Кириллическая форма происходит от греческой беты (B, β), глаголическую же обычно соотносят с латинской V. Среди начертаний кириллической В в рукописях и печатных книгах большинство в целом сохраняет общую идею формы (два замкнутых объёма один над другим), хотя вплоть до типографских курсивных шрифтов начала XIX века встречалось неожиданное на нынешний взгляд строчное начертание в виде ♊︎, наподобие печатной п, у которой и низ замкнут так же, как и верх. В Сербии иногда строчная в печатается литерой в виде латинской b (чаще всего в курсиве).

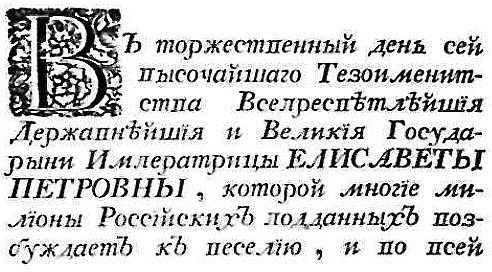
Русский курсив XVIII века. Обратите внимание на необычную строчную в

В русском языке используется для записи звуков [в] и [в'], на конце слов и перед глухими согласными оглушается, то есть произносится как [ф] или [ф']: «кров» — [кроф], «кровь» — [кроф'], «вторник» — [фторник]. Иногда не произносится: «чувство» — [чуства]. В украинском и белорусском языках не оглушается, а переходит в полугласный или даже в гласный звук [у], что отражается и на письме. В монгольском языке означает звук [w].

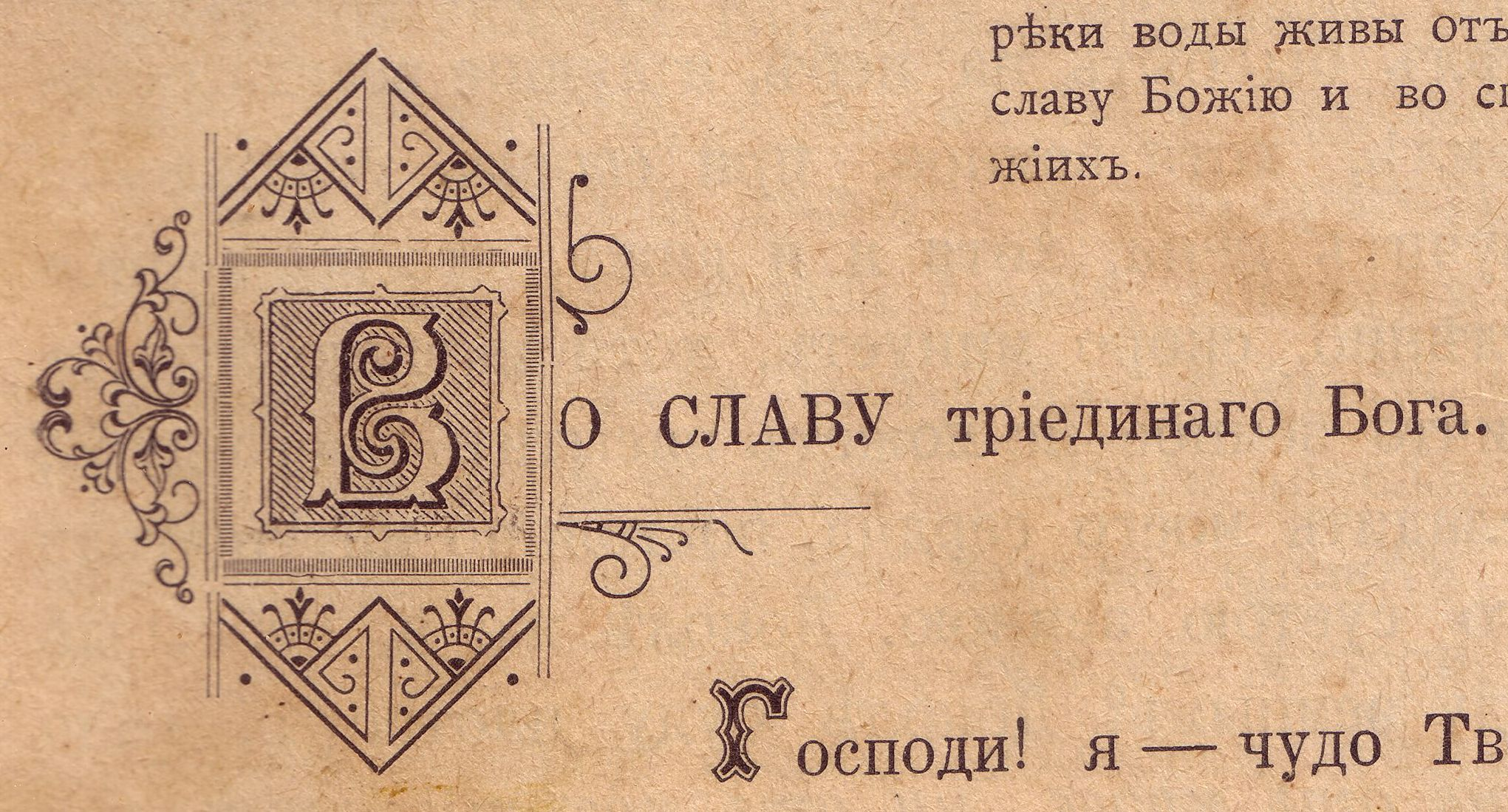
В (буквица). Заставка первой страницы 2-го тома книги Иоанна Кронштадтского «Моя жизнь во Христе» (1905)

## Употребление
- Предлог в состоит из этой единственной буквы.

## Таблица кодов
| Кодировка    | Регистр   | Десятич- ный код | 16-рич- ный код | Восьмерич- ный код | Двоичный код      |
| ------------ | --------- | ---------------- | --------------- | ------------------ | ----------------- |
| Юникод       | Прописная | 1042             | 0412            | 002022             | 00000100 00010010 |
| Юникод       | Строчная  | 1074             | 0432            | 002062             | 00000100 00110010 |
| ISO 8859-5   | Прописная | 178              | B2              | 262                | 10110010          |
| ISO 8859-5   | Строчная  | 210              | D2              | 322                | 11010010          |
| КОИ-8        | Прописная | 247              | F7              | 367                | 11110111          |
| КОИ-8        | Строчная  | 215              | D7              | 327                | 11010111          |
| Windows-1251 | Прописная | 194              | C2              | 302                | 11000010          |
| Windows-1251 | Строчная  | 226              | E2              | 342                | 11100010          |

В HTML прописную букву В можно записать как &#1042; или &#x412;, а строчную — &#1074; или &#x432;.